# 七星山東峰
25°10′10″N 121°33′20″E / 25.169495°N 121.555626°E
七星山東峰位於台灣台北市北投區湖田，顧名思義，是在七星山東方，山頂海拔1108.83公尺，立有3等三角點第1104號花崗石基石。

## 外部連結
1. 1 2  . https://map.happyman.idv.tw/~mountain/twmap3/.   [2020-03-04]. （原始内容存档于2020-01-22）.
2. ↑  . www.peakbagger.com.